# Iwona Sobotka
Iwona Sobotka   (Mława, 19 d'octubre de 1981) és una cantant polonesa guanyadora del Grand Prix i el primer premi al prestigiós Concurs Internacional de Cant Reina Elisabeth a Brussel·les (2004).

## Educació
Va estudiar a l'Escola Superior de Música Reina Sofía de Madrid amb Tom Krause (2004-2007). Va ser guardonada amb el primer premi al Concurs d'Interpretació de la Cançó Polonesa Artística a Varsòvia, Grand Prix i menció especial al Concurs Vocal im. I. J. Paderewski a Bydgoszcz. També obtingué el primer premi a l'Audició Internacional d'Artistes Est i Oest a Nova York.

## Carrera
Ha actuat a gairebé tots els països d'Europa, així com al Japó i a Amèrica, a llocs de gran rellevància com la Filarmònica de Berlín, la Konzerthaus de Viena, el Carnegie Hall de Nova York, la Salle Pleyel de París, el Royal Albert Hall de Londres, el Palais de Beaux Arts de Brussel·les i el Suntory Hall de Tokio.
És molt apreciada pel seu repertori vocal polonès – concretament per les obres de Karol Szymanowski. L'any 2004 va presentar el seu primer disc en solitari, un recull de les cançons de Szymanowski, editat per la discogràfica Channel Classics que la feu mereixedora del Premi de l'Acadèmia Fonogràfica Polonesa Fryderyk a la millor gravació de música polonesa. El següent disc també va ser una recopilació de les cançons de Szymanowski, aquest cop enregistrat per EMI Classics amb la participació de l'Orquestra Simfònica de la ciutat de Birmingham sota la direcció de Sir Simon Rattle. La gravació amb l'Orquestra Nacional Simfònica de la Ràdio de Katowice sota la direcció de Kazimierz Kord va ser emesa per la Ràdio Polonesa.
El 2010, convidada pel pianista Piotr Anderszewski, l'artista va participar en el cicle de concerts Szymanowski Focus, que promou la música d'aquest i altres compositors al Wigmore Hall de Londres i al Carnegie Hall de Nova York. De fet, ha participat en molts festivals de prestigi, com ara La Folle Journée al Schleswig-Holstein Music Festival, al Festspiele Mecklenburg-Vorpommern, al Musical Olympus Festival, a Wratislavia Cantans, a Chopin i la seva Europa, i al Festival de Música Polonesa, entre d'altres.
A l'última temporada, Iwona Sobotka, ha debutat amb els seus papers de Violetta (La Traviatta), Julieta (Romeu i Julieta) i Micaëla (Carmen). També s'ha fet present a una sèrie de recitals a Polònia i Espanya de la mà del pianista Àngel Cabrera, que ha enregistrat les peces de Fryderyk Chopin amb PlayClassics. La cantant també ha participat en la producció d'una òpera que l'autor Jan AP Kaczmarek va escriure per celebrar els 650 jubileu de la Universitat Jagellónica de Cracòvia.